# Orthoderellina
Orthoderellina – podplemię modliszek z rodziny Photinaidae i podrodziny Photinainae. Obejmuje 8 opisanych gatunków. Zamieszkują Amerykę Południową.

## Morfologia
Modliszki osiągające niewielkie do przeciętnych rozmiary, od 35 do 50 mm długości ciała. W ich ubarwieniu dominują odcienie jasnego brązu, stłumionej żółci i zieleni. Często występują rozproszone ciemniejsze znaczenia na przedpleczu i chwytnej parze odnóży. U samic skrzydła przedniej pary (tegminy) mają poprzyciemniane żyłki poprzeczne, a skrzydła drugiej pary czerwone i czarne znaczenia. U samców przednia para skrzydeł jest zwykle niepigmentowana, rzadziej z pigmentacją żyłek poprzecznych mniej rozległą niż u samic, a tylna para jest na zdecydowanej większości powierzchni przezroczysta, pozbawiona pigmentacji. Genitalia samca charakteryzują się wyraźnie widocznymi, kolcowatymi szczecinkami na prawej apodemie prawego fallomeru oraz dobrze wyodrębnionym wyrostkiem bocznym fallomeru brzusznego, często pośrodku zaopatrzonym w podłużne pasmo silniej zesklerotyzowanego i z tego powodu ciemniejszego oskórka.

## Ekologia i występowanie
Owady te bytują na konarach, gałęziach i patykach. Ciało ciasno przyciskają do ich powierzchni.
Modliszki te zamieszkują wyłącznie krainę neotropikalną i ograniczone są zasięgiem do Ameryki Południowej. Większość gatunków zasiedla formacje o wykształconej zmienności pór roku, znajdujące się w północnej i południowej części kontynentu. Mniej licznie przedstawiciele podplemienia reprezentowani są w faunie deszczowych lasów równikowych.

## Taksonomia i ewolucja
Do podplemienia tego zalicza się 8 opisanych gatunków, sklasyfikowanych w dwóch rodzajach:
- Orthoderella Giglio-Tos, 1897
- Paraphotina Giglio-Tos, 1915

Takson ten wprowadzony został w 1919 roku przez Ermanna Giglio-Tosa na łamach „Bullettino della Società Entomologica Italiana” pod nazwą Orthoderellae, jako jedno z plemion podrodziny Photininae. W systemie Antona Handlirscha z 1930 roku klasyfikowany był jako plemię w obrębie podrodziny Mantinae. Reinhard Ehrmann i Roger Roy w systemie z 2002 roku umieszczali rodzaje Orthoderella i Paraphotina w plemieniu Photinaini i podrodzinie Photininae. Systematykę grupy zrewidowali  Julio Riviera i Gavin J. Svenson z 2016 roku na podstawie wyników analizy filogenetycznej. Wyróżnili Orthoderellini jako jedno z trzech plemion w obrębie podrodziny Photininae i rodziny Photinidae. W 2019 roku Christian J. Schwarz i Roger Roy obniżyli omawianemu taksonowi rangę do podplemienia w obrębie plemienia Photinaini.
Według wyników analizy Riviery i Svensona z 2016 roku Orthoderellina zajmują pozycję siostrzaną dla Photinaina, tworząc z nimi klad siostrzany dla Microphotinaini.